# Louka (hrad)
Zřícenina hradu Louka se nachází severně nad vsí Louka v okrese Blansko na vrcholu kopce zvaného Hradisko ve výšce 635 metrů. Od roku 1964 je chráněna jako kulturní památka.

## Historie
První písemná zmínka o hradu pochází z roku 1360, kdy jej vlastnil Procek z Lomnice. Roku 1416 hrad koupil Jan Ozor II. z Boskovic, po jeho smrti roku 1446 hrad zdědil Vaněk z Boskovic. Panství vlastnil půlstoletí rod pánů z Boskovic. Bratři Dobeš, Beneš a Tas Černohorští z Boskovic prodali zboží roku 1464 Bohušovi z Lomnice. Roku 1483 hrad vyženil Pertold z Tvorkova, který si vzal Kateřinu z Lomnice. Jejich synové Ondřej a Kryštof z Tvorkova drželi Louku až do roku 1496, kdy ho koupil Vilém z Pernštejna. Pernštejnové sice hrad neměli jako sídlo, ale ještě na počátku 16. století na něm prováděli stavební úpravy. Podle Vilémovy závěti z roku 1521 byl hrad ještě obyvatelný. Ve druhé polovině 16. století kupuje zboží Hanuš Ferdinand z Hardeka na Letovicích, avšak hrad v této době není obýván. Roku 1560 se uvádí jako pustý.

## Stavební podoba
Hrad měl dvojdílnou dispozici s obytnými věžemi, není zde klasické předhradí. Do dnešních dnů zůstala zachována pouze zeď s bránou. Dále zde najdeme zbytky zdí, bránu, základy hradního areálu a stopy po příkopech. Jsou zde i přístupné sklepní prostory. Podle některých teorií sloužil hrad k ochraně a správě okolních dolů.
V současné době se zde nachází pomník obětem druhé světové války z okolních obcí.